# Гридлі (Каліфорнія)
Гридлі (англ. Gridley) — місто (англ. city) в США, в окрузі Б'ютт штату Каліфорнія. Населення — 7421 особа (2020).

## Географія
Гридлі розташоване за координатами 39°21′44″ пн. ш. 121°41′50″ зх. д. / 39.36222° пн. ш. 121.69722° зх. д. (39.362167, -121.697086).  За даними Бюро перепису населення США в 2010 році місто мало площу 5,36 км², уся площа — суходіл.

### Клімат
| Клімат : Гридлі         | Клімат : Гридлі | Клімат : Гридлі | Клімат : Гридлі | Клімат : Гридлі | Клімат : Гридлі | Клімат : Гридлі | Клімат : Гридлі | Клімат : Гридлі | Клімат : Гридлі | Клімат : Гридлі | Клімат : Гридлі | Клімат : Гридлі | Клімат : Гридлі |
| Показник                | Січ.            | Лют.            | Бер.            | Квіт.           | Трав.           | Черв.           | Лип.            | Серп.           | Вер.            | Жовт.           | Лист.           | Груд.           | Рік             |
| Абсолютний максимум, °C | 21,1            | 25,6            | 28,9            | 35,0            | 41,1            | 42,2            | 45,0            | 45,0            | 44,4            | 38,3            | 28,9            | 22,2            | 45,0            |
| Середній максимум, °C   | 11,1            | 15,0            | 17,3            | 23,0            | 27,0            | 31,1            | 35,6            | 34,2            | 32,1            | 25,3            | 17,4            | 12,3            | 23,4            |
| Середній мінімум, °C    | 1,6             | 3,3             | 5,3             | 7,9             | 11,3            | 13,9            | 16,1            | 14,7            | 13,2            | 9,1             | 4,5             | 3,1             | 8,7             |
| Абсолютний мінімум, °C  | −7,2            | −4,4            | −3,3            | −2,2            | 2,2             | 5,6             | 8,9             | 8,9             | 5,6             | −2,2            | −6,7            | −5,6            | −7,2            |
| Норма опадів, мм        | 129             | 77              | 67              | 26              | 22              | 7               | 1               | 1               | 9               | 23              | 57              | 94              | 513             |
| Днів з опадами          | 12              | 9               | 9               | 4               | 4               | 2               | 0               | 0               | 1               | 4               | 6               | 10              | 61,0            |
| ----------------------- | --------------- | --------------- | --------------- | --------------- | --------------- | --------------- | --------------- | --------------- | --------------- | --------------- | --------------- | --------------- | --------------- |
| Джерело:                |                 |                 |                 |                 |                 |                 |                 |                 |                 |                 |                 |                 |                 |

## Демографія
Згідно з переписом 2010 року, у місті мешкали 6584 особи в 2183 домогосподарствах у складі 1559 родин. Густота населення становила 1227 осіб/км².  Було 2406 помешкань (449/км²).
Расовий склад населення:
| - 65,1 % — білих - 3,8 % — азіатів - 1,5 % — корінних американців - 0,8 % — чорних або афроамериканців - 23,6 % — осіб інших рас |

До двох чи більше рас належало 5,2 %. Частка іспаномовних становила 45,6 % від усіх жителів.
За віковим діапазоном населення розподілялося таким чином: 28,7 % — особи молодші 18 років, 57,2 % — особи у віці 18—64 років, 14,1 % — особи у віці 65 років та старші. Медіана віку мешканця становила 33,1 року. На 100 осіб жіночої статі у місті припадало 94,3 чоловіків;  на 100 жінок у віці від 18 років та старших — 91,6 чоловіків також старших 18 років.
Середній дохід на одне домашнє господарство  становив 50 704 долари США (медіана — 35 455), а середній дохід на одну сім'ю — 59 660 доларів (медіана — 47 697). Медіана доходів становила 31 369 доларів для чоловіків та 26 250 доларів для жінок. За межею бідності перебувало 21,6 % осіб, у тому числі 21,5 % дітей у віці до 18 років та 17,3 % осіб у віці 65 років та старших.
Цивільне працевлаштоване населення становило 2607 осіб. Основні галузі зайнятості: освіта, охорона здоров'я та соціальна допомога — 19,3 %, роздрібна торгівля — 14,4 %, мистецтво, розваги та відпочинок — 11,8 %, сільське господарство, лісництво, риболовля — 11,3 %.